# Kvalserien till Svenska damhockeyligan 2023
Kvalserien till Svenska Damhockeyligan 2023 spelades 9–19 mars 2023. Kvalificerade var de två lag som vunnit NDHL:s playoff samt lag nio från SDHL. Då Göteborg HC dragit sig ur spelades kvalet som en serie mellan tre lag istället för att spelas som playoff-finaler som tidigare år.
Lagen som kvalificerat sig var: AIK, Frölunda HC och Skellefteå AIK. Efter fyra spelade matcher var Skellefteå avhängda utan några poäng. Det innebar att Frölunda och AIK var klara för spel i SDHL till nästa säsong. Frölunda hade dessutom spelat hela säsongen utan en enda förlust.
| Nr | Lag            | S | V | ÖV | ÖF | F | GM | IM | MS  | P  |
| -- | -------------- | - | - | -- | -- | - | -- | -- | --- | -- |
| 1  | Frölunda HC    | 4 | 3 | 1  | 0  | 0 | 19 | 6  | +13 | 11 |
| 2  | AIK            | 4 | 2 | 0  | 1  | 1 | 14 | 14 | 0   | 7  |
| 3  | Skellefteå AIK | 4 | 0 | 0  | 0  | 4 | 6  | 19 | −13 | 0  |

Data till tabellen är hämtad från Svenska Ishockeyförbundet.
Resultattabell
| Hemma \ Borta  | AIK | FHC | SAIK |
| AIK            | —   | 4–5 | 6–4  |
| Frölunda HC    | 4–1 | —   | 5–1  |
| Skellefteå AIK | 1–3 | 0–5 | —    |